# Lacuna Coil (EP)
Lacuna Coil prvi je EP talijanskog gothic metal-sastava Lacuna Coil. EP je 7. travnja 1998. godine objavila diskografska kuća Century Media Records.

## Popis skladbi
1. "No Need to Explain" – 3:37
2. "The Secret..." – 4:16
3. "This Is My Dream" – 4:06
4. "Soul into Hades" – 4:52
5. "Falling" – 5:39
6. "Un Fantasma Tra Noi (A Ghost Between Us)" – 5:22